# Primera Divisió (2014/2015)
Primera Divisió (2014/2015) – 20. edycja najwyższej klasy rozgrywkowej piłki nożnej w Andorze. 
Sezon rozpoczął się 21 września 2014 roku, a zakończył 24 maja 2015 roku. Tytuł mistrzowski obroniła drużyna FC Santa Coloma.

## Drużyny
| Uczestnicy poprzedniej edycji                                                                                 | Uczestnicy poprzedniej edycji | Uczestnicy poprzedniej edycji | Uczestnicy poprzedniej edycji |
| --- | ----------------------------- | ----------------------------- | ----------------------------- |
| SFC | FC Santa Coloma               | 1                             |                               |
| SUE | UE Santa Coloma               | 2                             |                               |
| SJU | UE Sant Julià                 | 3                             |                               |
| LUS | FC Lusitanos                  | 4                             |                               |
| ORD | FC Ordino                     | 5                             |                               |
| ENC | FC Encamp                     | 6                             |                               |
| Zwycięzca baraży o Primera Divisió                                                                            |                               |                               |                               |
| INT | Inter Club d’Escaldes         | 7                             |                               |
| Awans z Segona Divisió                                                                                        |                               |                               |                               |
| ENG | UE Engordany                  | 1                             |                               |
| Oznaczenia: - kolumna pierwsza – skróty nazw drużyn, - kolumna trzecia – miejsce zajęte w poprzednim sezonie. |                               |                               |                               |

## Format rozgrywek
Osiem uczestniczących drużyn gra mecze każdy z każdym w pierwszej fazie rozgrywek. 
W ten sposób odbywa się pierwszych 14 meczów. Następnie liga zostaje podzielona na dwie grupy po cztery zespoły. 
W obu grupach drużyny rozgrywają kolejne mecze – dwukrotnie (mecz i rewanż) z każdą z drużyn znajdujących się w jej połówce tabeli. 
W ten sposób każda z drużyn rozgrywa kolejnych sześć meczów, a punkty i bramki zdobyte w pierwszej fazie są brane pod uwagę w fazie drugiej. 
Górna połówka tabeli walczy o mistrzostwo Andory oraz kwalifikacje do rozgrywek europejskich, natomiast dolna połówka broni się przed spadkiem. 
Do niższej ligi spada bezpośrednio ostatnia drużyna, a przedostatnia musi rozgrywać baraż z drugą drużyną z niższej ligi.

## Faza zasadnicza
| Lp. | Drużyna               | M  | Z  | R | P  | B+ | B- | +/– | Pkt | Kwalifikacja      |  | SFC | LUS | SUE | SJU | ORD | ENC | ENG | INT |
| --- | --------------------- | -- | -- | - | -- | -- | -- | --- | --- | ----------------- |  | --- | --- | --- | --- | --- | --- | --- | --- |
| 1   | FC Santa Coloma       | 14 | 10 | 1 | 3  | 53 | 7  | +46 | 31  | Grupa mistrzowska |  |     | 5–1 | 2–0 | 2–0 | 0–1 | 1–0 | 9–0 | 7–0 |
| 2   | FC Lusitanos          | 14 | 10 | 1 | 3  | 45 | 17 | +28 | 31  | Grupa mistrzowska |  | 2–1 |     | 1–2 | 3–2 | 7–1 | 2–0 | 8–2 | 3–0 |
| 3   | UE Santa Coloma       | 14 | 9  | 2 | 3  | 23 | 8  | +15 | 29  | Grupa mistrzowska |  | 1–0 | 3–1 |     | 0–1 | 1–1 | 2–0 | 4–0 | 3–0 |
| 4   | UE Sant Julià         | 14 | 8  | 3 | 3  | 35 | 13 | +22 | 27  | Grupa mistrzowska |  | 2–2 | 0–0 | 1–1 |     | 0–3 | 4–1 | 6–0 | 8–0 |
| 5   | FC Ordino             | 14 | 6  | 2 | 6  | 22 | 22 | 0   | 20  | Grupa spadkowa    |  | 0–3 | 1–2 | 0–1 | 1–2 |     | 4–1 | 2–2 | 3–1 |
| 6   | FC Encamp             | 14 | 4  | 1 | 9  | 13 | 28 | −15 | 13  | Grupa spadkowa    |  | 0–3 | 0–6 | 1–0 | 0–1 | 1–0 |     | 2–3 | 3–1 |
| 7   | UE Engordany          | 14 | 2  | 1 | 11 | 11 | 62 | −51 | 7   | Grupa spadkowa    |  | 0–9 | 0–5 | 0–2 | 0–5 | 1–3 | 0–3 |     | 3–2 |
| 8   | Inter Club d’Escaldes | 14 | 1  | 1 | 12 | 7  | 52 | −45 | 4   | Grupa spadkowa    |  | 0–9 | 0–4 | 0–3 | 0–3 | 0–2 | 1–1 | 2–0 |     |

1. ↑  Sant Julià została ukarana walkowerem (wynik na boisku 2-0).

## Faza finałowa
| Grupa mistrzowska |                           |    |    |   |    |    |    |     |    |                                             |  |     |     |     |     |     |     |     |     |
| 1                 | FC Santa Coloma (M)       | 20 | 13 | 3 | 4  | 64 | 14 | +50 | 42 | Liga Mistrzów UEFA • I runda kwalifikacyjna |  |     | 1–1 | 3–1 | 3–1 |     |     |     |     |
| 2                 | Lusitanos                 | 20 | 12 | 3 | 5  | 53 | 26 | +27 | 39 | Liga Europy UEFA • I runda kwalifikacyjna   |  | 1–2 |     | 0–3 | 1–1 |     |     |     |     |
| 3                 | UE Santa Coloma           | 20 | 12 | 2 | 6  | 33 | 17 | +16 | 38 |                                             |  | 1–0 | 2–4 |     | 0–1 |     |     |     |     |
| 4                 | Sant Julià (P)            | 20 | 9  | 5 | 6  | 41 | 23 | +18 | 32 | Liga Europy UEFA • I runda kwalifikacyjna   |  | 2–2 | 0–1 | 1–3 |     |     |     |     |     |
| Grupa spadkowa    |                           |    |    |   |    |    |    |     |    |                                             |  |     |     |     |     |     |     |     |     |
| 5                 | FC Ordino                 | 20 | 10 | 3 | 7  | 36 | 29 | +7  | 33 |                                             |  |     |     |     |     |     | 3–0 | 1–3 | 2–0 |
| 6                 | FC Encamp                 | 20 | 7  | 3 | 10 | 21 | 34 | −13 | 21 |                                             |  |     |     |     | 1–1 |     | 1–1 | 2–1 |     |
| 7                 | UE Engordany (B, O)       | 20 | 5  | 2 | 13 | 21 | 72 | −51 | 17 | Baraże o Primera Divisió                    |  |     |     |     |     | 2–5 | 0–3 |     | 3–0 |
| 8                 | Inter Club d’Escaldes (S) | 20 | 1  | 1 | 18 | 9  | 63 | −54 | 4  | Spadek do Segona Divisió                    |  |     |     |     |     | 1–2 | 0–1 | 0–1 |     |

1. ↑  FC Lusitanos zostało ukarane walkowerem (wynik na boisku 2-2)[1].
2. ↑  FC Encamp zostało ukarane walkowerem (wynik na boisku 3-4).
3. ↑  FC Encamp odjęto trzy punkty.
4. ↑  UE Engordany zostało ukarane walkowerem (wynik na boisku 2-0)[1].

## Baraże o Primera Divisió
UE Engordany wygrała 4-2 dwumecz z Atlètic Club d’Escaldes wicemistrzem  Segona Divisió (2014/2015) o miejsce w Primera Divisió (2015/2016)
| 20 maja 2015 | UE Engordany                                     | 2:1   | Atlètic Club d’Escaldes |                                                |
| 21:30        | Carles Medina Mendoza 69' · Cédric D'Almeida 85' | (0:1) | 20' Manu                | Estadi Comunal d’Aixovall, Sant Julià de Lòria |

| 24 maja 2015 | Atlètic Club d’Escaldes | 1:2   | UE Engordany   |                                                |
| 12:00        | Manu 69' (k)            | (1:0) | 74', 83' Bangu | Estadi Comunal d’Aixovall, Sant Julià de Lòria |

## Najlepsi strzelcy
| Bramki | Strzelcy               | Drużyna         |
| ------ | ---------------------- | --------------- |
| 22     | Cristian Martínez      | FC Santa Coloma |
| 11     | Aguilar Gómez          | Lusitanos       |
| 11     | Gabi Riera             | FC Santa Coloma |
| 9      | Bruninho               | Lusitanos       |
| 8      | Jordi Rubio            | UE Santa Coloma |
| 7      | Luís dos Reis          | Lusitanos       |
| 7      | Sebastián Varela       | Sant Julià      |
| 6      | Víctor Rodríguez Soria | UE Santa Coloma |
| 6      | Sebastiàn Bertran      | FC Ordino       |
| 6      | Leonel Antonio Correia | FC Encamp       |

Źródło: ceroacero.es